# August al III-lea al Poloniei
Augustus III, cunoscut sub numele Saxonul, (în poloneză August III Sas, în germană August III. von Polen; n. 17 octombrie 1696, Dresda, Principatul Saxoniei – d. 5 octombrie 1763, Dresda, Principatul Saxoniei) a fost elector de Saxonia în perioada 1733-1763 și rege al Poloniei și mare duce al Lituaniei în perioada 1734-1763.

## Biografie
August a fost singurul fiu legitim a lui August al II-lea, Prinț Elector de Saxonia și Rege al Poloniei și Mare Duce al Lituaniei, care aparținea liniei Albertine a Casei de Wettin. Mama lui a fost Cristina Eberhardine de Brandenburg-Bayreuth. Educat pentru a-l moșteni pe tatăl său la tronul Poloniei, August s-a convertit la catolicism în 1712, iar când a anunțat public acest lucru, a provocat nemulțumire în rândul aristocrației protestante saxone.
La moartea lui August al II-lea în 1733, August a moștenit electoratul saxon și a fost ales la tronul polonez, cu sprijinul Imperiului Rus și al Sfântului Imperiu Roman, spre diferență de opozantul său, Stanislav Leszczyński, care a uzurpat tronul cu sprijinul suedezilor în timpul Marelui Război Nordic. Domnind din 1706 până în 1709, Stanislav a fost detronat după înfrângerea suedezilor la Poltava. Întorcându-se din exil în 1733, cu ajutorul lui Ludovic al XV-lea al Franței, Stanislav a declanșat războiul de succesiune din Polonia, care s-a încheiat în 1738 cu o victorie pentru aliații ruși și imperiali a lui August al III-lea.
Ca împărat, August nu era interesat de afacerile de stăpânire polono-lituaniene, concentrându-se în schimb pe vânătoare, operă și artă. El a petrecut în jur de 3 ani din cei 30 de ani de domnie în Polonia, unde certurile politice dintre Casa de Czartoryski și Potocki au paralizat Seimul (Liberum veto), promovând anarhia politică internă și slăbind Republica. August a delegat cea mai mare parte a puterii și responsabilității sale în Republică lui Heinrich von Brühl, care a servit ca vicerege al Poloniei.
Fiul cel mare a lui August, Frederick Christian de Saxonia, l-a urmat pe tatăl său în funcția de Elector. O lovitură de stat rusească în Polonia, instigată de Czartoryskis, a dus la alegerea lui Stanislav August al II-lea Poniatowski ca rege al Poloniei și Mare Duce al Lituaniei pe 7 septembrie 1764. Stanislav era fiul mai mare a lui Stanislav Poniatowski, un puternic nobil polonez și un partizan a lui Stanislav I; totodată el a fost iubitul Ecaterinei a II-a a Rusiei, iar prin asta s-a bucurat de sprijin puternic din partea curții împărătesei.

## Activitatea culturală
Lui August al III-lea i se datorează construcția bisericii Hofkirche din Dresda, devenită un simbol al orașului.

## Descendenți
Pe 20 august 1719 s-a căsătorit cu arhiducesa Maria Josepha de Austria, fiica cea mică a lui Iosif I, Sfântul Împărat Roman. Cei doi au avut împreună 15 copii:
- Frederick Augustus Franz Xavier (18 noiembrie 1720 – 22 ianuarie 1721)
- Joseph Augustus Wilhelm Frederick Franz Xavier Johann Nepomuk (24 octombrie 1721 – 14 martie 1728)
- Frederick Christian Leopold Johann Georg Franz Xavier (5 septembrie 1722 - 17 decembrie 1763), succesorul tatălui său ca Elector de Saxonia
- Maria Amalia Christina Franziska Xaveria Flora Walburga (24 noiembrie 1724 –  27 septembrie 1760), căsătorita pe 19 iunie 1738 cu Carol al VII-lea, Rege de Napoli, mai târziu Carol al III-lea al Spaniei
- Maria Margaretha Franziska Xaveria (13 septembrie 1727 – 1 februarie 1734)
- Maria Ana Sofia de Saxonia (29 august 1728 – 17 februarie 1797), căsătorită pe 9 august 1747 cu Maximilian al III-lea Joseph, Elector de Bavaria
- Franz Xavier de Saxonia (25 august 1730 – 21 iunie 1806), regent al Saxoniei (1763 - 1768)
- Marie-Josèphe de Saxonia (4 noiembrie 1731 – 13 martie 1767), căsătorită pe 9 februarie 1747 cu Ludovic, Delfin al Franței, fiul lui Ludovic al XV-lea al Franței
- Karl Christian Joseph Ignaz Eugen Franz Xavier (13 iulie 1733 – 16 iunie 1796), Duce de Courland și Zemgale (1758–1763)
- Maria Christina Anna Teresia Salomea Eulalia Franziska Xaveria (12 februarie 1735 – 19 noiembrie 1782), Prințesă de Remiremont
- Maria Elisabeth Apollonia Casimira Francisca Xaveria (9 februarie 1736 – 24 decembrie 1818)
- Albert de Saxonia (11 iulie 1738 – 10 februarie 1822), Duce de Teschen și Guvernator al Țărilor de Jos Austriece
- Clemens Wenceslaus August Hubertus Franz Xavier (28 septembrie 1739 – 27 iulie 1812), Arhiepiscop de Trier
- Maria Kunigunde Dorothea Hedwig Franziska Xaveria Florentina (10 noiembrie 1740 – 8 aprilie 1826), Prințesă de Thorn și Essen;

## Referinte
- Flathe, Heinrich Theodor (1878), "Friedrich August II., Kurfürst von Sachsen", Allgemeine Deutsche Biographie (ADB) (in German) (Leipzig: Duncker & Humblot) 7: 784–86.
- Staszewski, Jacek (1996), August III. Kurfürst von Sachsen und König von Polen (in German), Berlin: Akademie-Verlag, ISBN 3-05-002600-6.
- Christine" (JPEG), Saxony Albert, NL: Royalty guide, 1735.
- Elisabeth" (JPEG), Saxony Albert, NL: Royalty guide, 1736.
- Missa in B Minor ("Kyrie" and "Gloria" of the B Minor Mass)". World Digital Library. 1733. Retrieved 2013-08-08.